# (60) Эхо
(60) Эхо (лат. Echo) — астероид главного пояса, принадлежащий к светлому спектральному классу S, богатому различными силикатными породами, которые и обуславливают его большую яркость. Был открыт 14 сентября 1860 года американским астрономом Джеймсом Фергюсоном в Военно-морской обсерватории США в Вашингтоне и назван в честь лесной нимфы Эхо из древнегреческой мифологии. Первоначально Фергюсон назвал его Титанией, не зная, что это имя уже используется для одного из спутников Урана. Это был третий и последний астероид, открытый им.

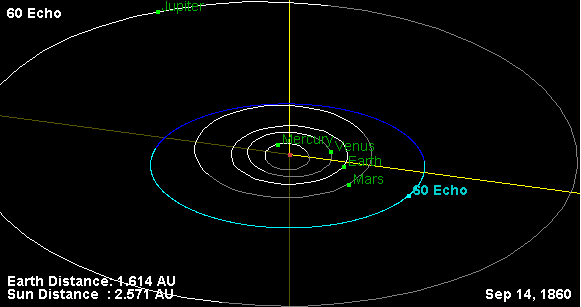
Орбита астероида Эхо и его положение в Солнечной системе

Среднее ускорение свободного падения на экваторе Эхо оценивается в 1,68 см/с², то есть гравитация здесь в 584 раза слабее, чем на Земле.
В астрологии символ астероида Эхо — перевёрнутый знак Меркурия. Данная планета символизирует точное копирование чужой речи; бессознательное получение информации («слышал звон, но не знает, откуда он»); безличную передачу и подтверждение информации; претензии разума.